# لويس مكدونالد
لويس مكدونالد (بالإنجليزية: Lewis McDonald)‏ هو سياسي أسترالي، ولد في 22 نوفمبر 1881 في لانارك ‏ في المملكة المتحدة، وتوفي في 18 سبتمبر 1936 في بريزبان في أستراليا. نشط حزبياً في حزب العمال الأسترالي.